# Lucius Novius Crispinus Martialis Saturninus
Lucius Novius Crispinus Martialis Saturninus est un sénateur romain du IIe siècle. Il est consul en 150 ou 151 apr. J.-C.. Sa vie est principalement connue par des inscriptions.

## Biographie
Le cursus honorum de Crispinus peut être reconstitué à partir d'une inscription à Lambèse.  Si nous pouvons faire confiance à l'ordre des offices sur cette inscription pour refléter l'ordre dans lequel ils étaient tenus, son premier office enregistré est sevir equitum Romanorum de la revue annuelle des equites à Rome. Puis vient son adhésion au quattuorviri viarum curandarum, l'un des quatre conseils qui composent les Vigintiviri, une première étape préalable et obligatoire pour entrer au Sénat romain. Il reçoit alors une commission de tribun militaire auprès de la Legio IX Hispana, alors stationnée en Bretagne romaine ; Anthony Birley date cela du milieu des années 120.  À ce stade, Crispinus devient questeur et est chargé d'aider à l'administration de la province de Macédoine. Cela est suivi par les fonctions républicaines traditionnelles de tribun de la plèbe et de préteur ; la dernière est datée vers l'an 135 au plus tard. 
Une fois qu'il quitte le poste de préteur, Crispinus est ensuite juridicus, ou juge, dans les Asturies et la Gallaecia, vers les années 136 à 138, puis il a été nommé légat ou commandant de la Legio I Italica à partir de v. 146 à v. 150. Crispinus reçoit la Gaule narbonnaise, qu'il gouverne en 144/145, puis il reçoit une deuxième commission pour commander une autre légion, III Augusta, d'environ 146 jusqu'à son consulat, qui est probablement en 150. 
La carrière de Crispinus après son consulat est un blanc ; on ne sait pas combien de temps il a vécu.